# Reukersdorf
Reukersdorf ist ein Ortsteil der sächsischen Stadt Olbernhau im Erzgebirgskreis.

## Geografie

### Lage
Reukersdorf liegt etwa 4,5 Kilometer nordwestlich von Olbernhau im Erzgebirge. Nördlich begrenzen die Waldungen Moosheide und Scheitwald die Flur, im Südwesten bildet die Flöha die natürliche Grenze.
Reukersdorf ist über Kommunalstraßen an Kleinneuschönberg, Wernsdorf und Blumenau angebunden.

### Nachbarorte
| Wernsdorf | Hutha                                       | Hallbach          |
|           | Kompassrose, die auf Nachbargemeinden zeigt |                   |
|           | Blumenau                                    | Kleinneuschönberg |

## Geschichte

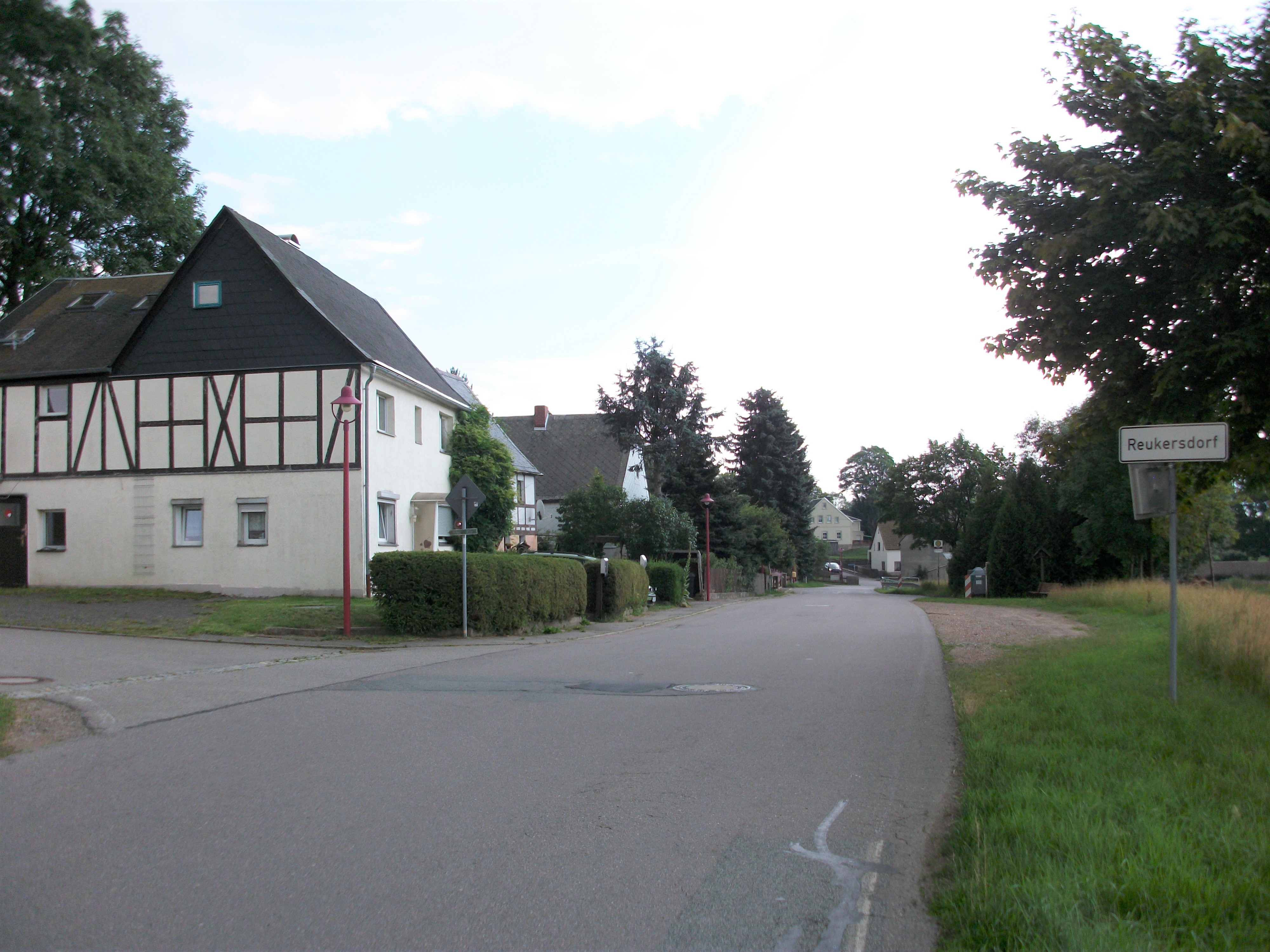
Reukersdorf, Ortseingang

Die erste urkundliche Erwähnung des Ortes datiert von 1429 als Reyckerstorff. Mit der Reformation 1539 wurde es nach Hallbach gepfarrt, einer Filialkirche der Parochie Pfaffroda.
August Schumann beschreibt 1822 im Staatslexikon von Sachsen Reukersdorf betreffend u. a.:
„Reuckersdorf enthält nur gegen 200 Bewohner, und ist nach Halbach gepfarrt. [...]
Es giebt hier ein Rittergutsvorwerk, gemeiniglich der Hof genannt, wo etwa 30 Kühe unterhalten werden, und wozu sehr starker Wiesenwachs gehört; doch ist von den großen Flöhewiesen auch die Hälfte zum Pfaffrodaer Hofe geschlagen, und auf diesen befindet sich, der Entfernung von Pfaffroda wegen, 4 Heuscheunen.“
Bis zum Bau der Schule in Kleinneuschönberg 1840 besuchten die Kinder die Schule in Hallbach.
Am 1. April 1924 wurde Reukersdorf nach Kleinneuschönberg eingemeindet, 1950 mit diesem nach Olbernhau.

## Entwicklung der Einwohnerzahl
| Jahr | Einwohnerzahl                                     |
| ---- | ------------------------------------------------- |
| 1551 | 6 besessene Mann, 18 Inwohner                     |
| 1764 | 4 besessene Mann, 3 Gärtner, 4 Häusler, 1 ½ Hufen |
| 1834 | 132                                               |

| Jahr | Einwohnerzahl |
| ---- | ------------- |
| 1871 | 159           |
| 1890 | 171           |
| 1910 | 231           |